# Черчилль, Маргарит
Маргарит Черчилль (англ. Marguerite Churchill; 26 декабря 1910 года — 9 января 2000 года) — американская актриса кино и театра, более всего известная своими работами 1930-х годов.
Свои лучшие роли Черчилль сыграла в фильмах «Храбрец» (1929), «Они должны были увидеть Париж» (1929), «Большая тропа» (1930), «Рождённый безрассудным» (1930), «Чарли Чен продолжает» (1931), «Лёгкие миллионы» (1931), «Посланник Билл» (1931), «Всадники полынных степей» (1931), «Дочь Дракулы» (1936) и «Разгуливающий мертвец» (1936).

## Ранние годы жизни и начало карьеры
Маргарит Черчилль родилась 26 декабря 1910 года (по другим сведениям — 25 декабря 1909 года) в Канзас-Сити, Миссури, СШАв художественной семье, её отец был художником-постановщиком и продюсером театральных постановок.
В детстве Черчилль переехала из Канзас-Сити в Нью-Йорк, где стала готовиться к театральной карьере в Профессиональной детской школе и Школе драмы театральной гильдии Нью-Йорка.

## Карьера в театре и кино
Когда Черчилль было 14 (по другим сведениям — 16 лет), она дебютировала на бродвейской сцене в спектакле «Почему нет» (1922—1923), после чего последовали роли на Бродвее в драме «Дом теней» (1927), а также комедиях «Дикарь с Борнео» (1927) и «Пробуксовка» (1928—1929).

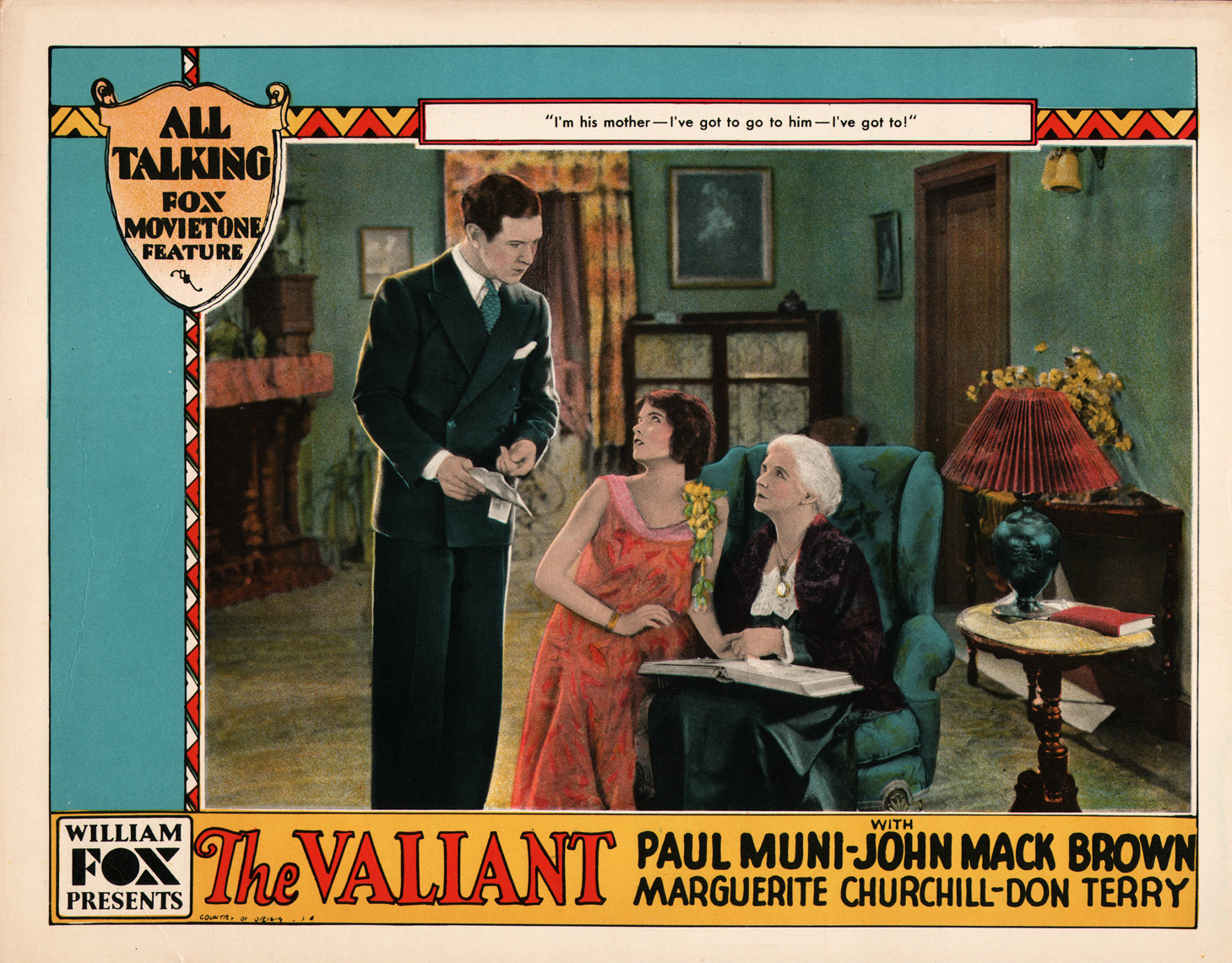
Рекламная карточка фильма «Храбрец» (1929)

В 1929 году Черчилль подписала контракт с кинокомпанией Fox Studios, дебютировав в одной из главных ролей в короткометражной комедии «Дипломаты». Её первым полнометражным фильмом была криминальная мелодрама «Храбрец» (1929), где она сыграла главную женскую роль — сестры главного героя, осуждённого за убийство (за главную мужскую роль в фильме актёр Пол Муни был номинирован на «Оскар»). По словам обозревателя Морданта Холла из газеты «Нью-Йорк Таймс», фильм «значительно более оригинален, чем большинство других картин. Он полон напряжения, однако в конце может возникнуть ощущение, будто рассказано не всё, что следует». Что же касается актёрской игры, то, по словам Холла, «Муни великолепен, а Черчилль очаровательна».
В криминальной мелодраме «Семь лиц» (1929) партнёром Черчилль снова стал Муни, сыгравший роль Шибо, управляющего обанкротившимся музеем восковых фигур, который похищает свою любимую статую Наполеона. Его защитник на процессе (Расселл Глизон) влюблён в дочь судьи (Черчилль), и в одной из памятных сцен картины Шибо видит сон, в котором он даёт романтические советы героям Глизона и Черчилль, представая перед ними в образах Наполеона, Дона Жуана, Свенгали и Франца Шуберта.
В том же году Черчилль сыграла с Уиллом Роджерсом в комедии «Они должны были увидеть Париж». Она предстала в образе Опал Питерс, дочери автомеханика из Оклахомы (героя Роджерса), который неожиданно для себя стал владельцем нефтяного месторождения. На полученные деньги ради повышения культурного уровня по настоянию любимой жены мистер Питерс везёт семью в Париж, несмотря на то, что сам ненавидит французов. Опал знакомится там с маркизом, который предлагает ей выйти за него замуж, в обмен требуя приличное приданое, после чего Опал немедленно с ним расстаётся.

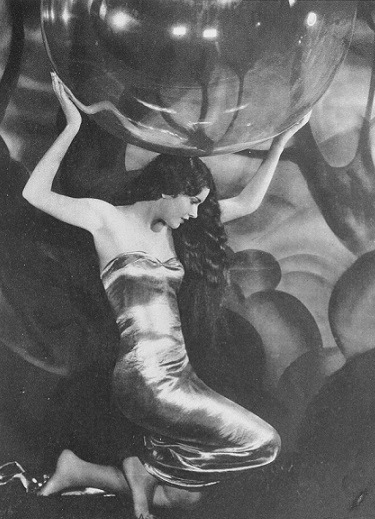
Маргарит Черчилль. Фото из журнала The New Movie Magazine (1930)

Черчилль ещё не было 20 лет, когда её поставили в пару к Джону Уэйну в вестерне Рауля Уолша «Большая тропа» (1930). До того момента Уэйн был ещё начинающим актёром и играл лишь эпизодические роли. В этой картине он сыграл благородного и искусного проводника каравана переселенцев, который влюбляется в красавицу в исполнении Черчилль, которая едет на Запад с младшими братом и сестрой. Как отмечено в газете «Лос-Анджелес Таймс», исполнение главной роли в этом фильме обеспечило Уэйну прорыв на звёздный уровень. Затем в военной криминальной драме Джона Форда «Рождённый безрассудным» (1930) Черчилль сыграла сестру гангстера из Нью-Йорка (Эдмунд Лоу), героически проявившего себя на фронте во время Первой мировой войны, а после её окончания попытавшегося сделать легальный бизнес с бывшими сообщниками.
В 1931 году Черчилль во второй раз сыграла с Уиллом Роджерсом, на этот раз в комедии «Посланник Билл», где Роджерс играл американского посла в небольшой стране, а Черчилль, по словам Морданта Холла из «Нью-Йорк Таймс», «хорошо справилась с ролью королевы». В криминальной мелодраме «Лёгкие миллионы» (1931) Спенсер Трейси в роли беспринципного и наглого рэкетира влюбляется в девушку из общества (Черчилль) и начинает за ней напористо ухаживать, а когда узнаёт о её скорой свадьбе, решает похитить девушку прямо во время брачной церемонии. Мордант Холл в «Нью-Йорк Таймс» отметил, что «хотя кинозрители, возможно, уже перекормлены историями о преступном мире», этот фильм выделяется среди них, «так как наделён оригинальностью и загадочностью, а также чрезвычайно хорошо поставлен и умело сыгран», особенно отметив среди прочих актёров и хорошую игру Черчилль.
В детективе из серии про Чарли Чена «Чарли Чен продолжает» (1931) Черчилль сыграла Памелу Портер, красивую внучку богатого американца, которого убивают в Лондоне во время кругосветного круиза. Чтобы помочь найти убийцу, Памела продолжает круиз, подвергая свою жизнь опасности, однако в итоге находит своё счастье в лице одного из пассажиров, который помогает Чарли Чену поймать убийцу. Обозреватель «Нью-Йорк Таймс» Мордант Холл высоко оценил картину, назвав её «забавной, увлекательной и напряжённой киноверсией рассказа Эрла Дерра Биггерса», отметив также, что «Черчилль очень хороша в роли Памелы». В том же году Черчилль сыграла роль второго плана в романтической комедии «Девушки требуют восхищения», которая стала её вторым совместным фильмом с Джоном Уэйном. Наконец, в вестерне по Зейну Грею «Всадники полынных прерий» (1931) Черчилль сыграла в паре со своим будущим мужем Джорджем О’Брайеном, исполнив роль хозяйки ранчо, которая помогает техасскому маршалу (герою О’Брайена) спасти из рук бандитов его сестру и дочь.
Действие драмы Paramount Pictures «Забытые заповеди» (1932) происходит в советском университете, где запрещены какие-либо дискуссии на религиозную тему. Священника, который пытается рассказать студентам о Десяти заповедях, убивает учёный, профессор Маринов (Ирвинг Пичел), который пишет собственный свод заповедей, что приводит к моральной деградации и хаосу в университете. В свою очередь, бывшая любовница учёного (Сари Маритца), в соответствии с новыми заповедями, уводит молодого учёного Павла Осипова (Джин Рэймонд) у его молодой жены. По словам Морданта Холла из «Нью-Йорк Таймс», в этой картине Черчилль «прекрасно сыграла молодую жену Павла. Особенно хороша грустная сцена, где они решают развестись, делая это всего за одну минуту простым росчерком пера». 
В феврале 1932 года Черчилль сделала перерыв в кинокарьере, чтобы сыграть на Бродвее в спектакле «Внутренняя история» (февраль-март 1932, 24 представления), а также в изначальной постановке бродвейского спектакля «Ужин в восемь» (октябрь 1932-март 1933, 232 представления). В феврале 1937 года Черчилль ещё раз появилась на Бродвее в спектакле «А теперь прощай» (1937).
В 1933 году Черчилль вернулась в Голливуд, сыграв на Paramount в комедии «Девушка без комнаты» о художнике из Теннесси, который приезжает учиться изобразительному искусству в Париж, где влюбляется в соседку по дому (Черчилль), что приводит к серии забавных приключений. В мелодраме «Дьяволы скорости» (1935) Черчилль сыграла роль газетного репортёра, романтические отношения которой с двумя бывшими автогонщиками пытаются использовать в своих интересах местные продажные чиновники.

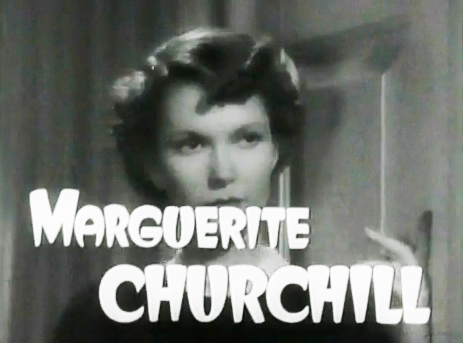
Маргарит Черчилль в трейлере фильма «Дочь Дракулы» (1936)

В 1936 году Черчилль запомнилась «захватывающей игрой в роли дамы в беде» в фильме ужасов «Дочь Дракулы». В этом фильме дочь Дракулы, графиня Мария Залеска (Глория Холден), пьющая кровь девушек, влюбляется в психиатра, доктора Джеффри Гарта (Отто Крюгер), уговаривая его уехать с ней в Трансильванию. Когда он отказывается, графиня похищает его возлюбленную Джанет (Черчилль) и увозит её в Трансильванию, рассчитывая таким образом выманить Гарта. Когда Гарт действительно появляется в замке, графиня говорит ему, что если он хочет, чтобы его возлюбленная выжила, то должен остаться с ней навсегда. Джеффри соглашается, однако в этот момент слуга графини убивает свою хозяйку, а Джанет выходит из гипнотического состояния.
В фильме ужасов «Разгуливающий мертвец» (1936) Борис Карлофф сыграл роль Джона Эллмана, пианиста и бывшего заключённого, которого подставляют в убийстве судьи и приговаривают к смертной казни. Однако после приведения приговора в исполнение доктору Эвану Бомонту (Эдмунд Гвенн) удаётся оживить Элмана, который вскоре начинает выслеживать и убивать подставивших его преступников. Черчилль сыграла в этом фильме ассистентку Бомонта, которая одновременно была свидетельницей убийства судьи, однако смогла сообщить об этом только после приведения приговора в исполнение.
В 1936 году Черчилль сыграла также главные женские роли в криминальных боевиках Columbia Pictures «Легион террора» и «Алиби для убийства». В первом фильме она предстала в образе жительницы небольшого городка, которая помогает двум федеральным агентам в борьбе с обосновавшейся в городе преступной националистической организацией, а во втором помогала репортёру раскрыть убийство известного учёного, у которого работала секретарём.
В том же году в криминальной комедии Warner Bros «Охота на человека» Черчилль в роли учительницы в небольшом городке вместе со своим возлюбленным, репортёром местной газеты (Уильям Гарган) выслеживает и ловит сбежавшего из тюрьмы опасного преступника (Рикардо Кортез). Наконец, в детективе Warner Bros «Убийство аристократа» (1936) Черчилль сыграла роль привлекательной медсестры, которая раскрывает серию убийств членов аристократического семейства в старом особняке.
В 1936 году Черчилль снова ушла из кино, чтобы проводить больше времени с семьёй и мужем Джорджем О’Брайеном. В 1950 году после развода Черчилль последний раз появилась на экране в роли второго плана в криминальной мелодраме категории В на студии RKO Pictures «Отряд по борьбе с мошенничествами». После появления в двух эпизодах телесериала «Театр у камина» (1952) она завершила актёрскую карьеру.

## Актёрское амплуа и оценка творчества
Маргарит Чречилль была высокой (168 см) темноволосой исполнительницей главных ролей в голливудских фильмах 1930-х годов. Хотя большинство её фильмов были категории В, тем не менее, она сыграла с такими крупными голливудскими звёздами, как Пол Муни, Джон Уэйн, Спенсер Трейси, Уилл Роджерс и будущий муж Джордж О’Брайен. В частности, в 1930 году Черчилль была партнёршей Джона Уэйна в роли главной героини в его первом крупном фильме «Большая тропа».

## Личная жизнь
В 1933 году после совместной работы в фильме «Всадники полынных прерий» Черчилль вышла замуж за звезду голливудских вестернов Джорджа О’Брайена. В браке у них родилось двое детей, однако в 1948 году пара развелась. Их сын Дарси О’Брайен стал писателем, а дочь Орин О’Брайен с 1966 года играла на контрабасе в Нью-Йоркском филармоническом оркестре.
В 1954 году Черчилль объявила о помолвке со скульптором Питером Ганиным, и в том же году они поженились.
Начиная с 1960 года Черчилль жила в Риме и Лиссабоне, и лишь в 1990-е годы в связи с ухудшением здоровья вернулась в Талсу, где жила со своим сыном, писателем Дарси О’Брайеном, который умер в 1998 году.

## Смерть
Маргарит Черчилль умерла 9 января 2000 года в возрасте 90 лет в доме престарелых в Брокен-Арроу, Оклахома, США.
У неё осталась дочь Орин Инез О’Брайен.

## Фильмография
| Год  |     | Русское название                  | Оригинальное название     | Роль            |
| ---- | --- | --------------------------------- | ------------------------- | --------------- |
| 1929 | кор | Дипломаты                         | The Diplomats             |                 |
| 1929 | ф   | Храбрец                           | The Valiant               | Мэри Дуглас     |
| 1929 | ф   | Обезумевшие от удовольствия       | Pleasure Crazed           | Нора Уэстби     |
| 1929 | ф   | Они должны были увидеть Париж     | They Had to See Paris     | Опал Питерс     |
| 1929 | ф   | Семь лиц                          | Seven Faces               | Элен Бертело    |
| 1930 | ф   | Гармония в доме                   | Harmony at Home           | Луиз Халлер     |
| 1930 | ф   | Рождённый безрассудным            | Born Reckless             | Роза Беретти    |
| 1930 | ф   | Добрые намерения                  | Good Intentions           | Хелен Рэнкин    |
| 1930 | ф   | Большая тропа                     | The Big Trail             | Рут Камерон     |
| 1931 | ф   | Девушки требуют восхищения        | Girls Demand Excitement   | Мириам          |
| 1931 | ф   | Чарли Чан продолжает              | Charlie Chan Carries On   | Памела Поттер   |
| 1931 | ф   | Лёгкие миллионы                   | Quick Millions            | Дороти Стоун    |
| 1931 | ф   | Всадники полынных прерий          | Riders of the Purple Sage | Джейн Уизерстин |
| 1931 | ф   | Посланник Билл                    | Ambassador Bill           | Королева Ваня   |
| 1932 | ф   | Забытые заповеди                  | Forgotten Commandments    | Мария Осипофф   |
| 1933 | ф   | Девушка без комнаты               | Girl Without a Room       | Кей Лоринг      |
| 1935 | ф   | Дьяволы скорости                  | Speed Devils              | Пэт Кори        |
| 1935 | ф   | Без детей                         | Without Children          | Сью Коул        |
| 1936 | ф   | Охота на человека                 | Man Hunt                  | Джейн Карпентер |
| 1936 | ф   | Разгуливающий мертвец             | The Walking Dead          | Нэнси           |
| 1936 | ф   | Дочь Дракулы                      | Dracula's Daughter        | Джанет          |
| 1936 | ф   | Убийство аристократа              | Murder by an Aristocrat   | Сэлли Китинг    |
| 1936 | ф   | Финальный час                     | The Final Hour            | Фло Расселл     |
| 1936 | ф   | Алиби для убийства                | Alibi for Murder          | Лоис Аллен      |
| 1936 | ф   | Легион террора                    | Legion of Terror          | Нэнси Фостер    |
| 1950 | ф   | Отряд по борьбе с мошенничествами | Bunco Squad               | Барбара Мэдисон |
| 1952 | с   | Театр у камина                    | Fireside Theatre          | Лиза            |